# Pingstkyrkan, Västerås
Pingstkyrkan i Västerås är en kyrka i stadsdelen Oxbacken i Västerås. Församlingen har även kyrkor i Norberg, Skultuna och Surahammar. Församlingen grundades 2 februari 1919 i en lägenhet på Stora Gatan 71 i Västerås. Länge höll församlingen till på Stora Gatan 88, som sedan såldes och den nya kyrkan på Oxbackens Centrum byggdes 1975. 
Församlingen bedriver många olika typer av verksamhet, såsom söndagsgudstjänster, söndagsskola, ungdomssamlingar, soppluncher och internationellt café. Församlingen bedriver även en bibelskola tillsammans med andra församlingar i regionen sedan HT 2018. Pastorer är Tommy Log, Louise Sedin och Gabriella Dahdouh 